# Ingeborg Rapoport
Ingeborg Rapoport, nata Syllm (Kribi, 2 settembre 1912 – 23 marzo 2017), è stata una pediatra e docente tedesca, figura di spicco nella medicina della Germania dell'Est. È stata la persona più anziana a ricevere un dottorato all'età di 102 anni: Rapoport studiò medicina ad Amburgo nella Germania nazista, ma le fu negata la laurea perché sua madre era di origini ebraiche.

## Biografia
Ingeborg Syllm nacque nel 1912 da genitori tedeschi, Paul Friedrich Syllm e Maria Syllm a Kribi, nell'allora colonia tedesca di Kamerun, l'attuale Camerun. Poco dopo la sua nascita, la famiglia si trasferì ad Amburgo, in Germania, dove crebbe con i genitori, entrambi cristiani protestanti, ma sua madre aveva origini ebraiche. Suo padre era un uomo d'affari con convinzioni conservatrici e nazionaliste tedesche, e discendeva dalla famiglia Sillem, un'importante famiglia di Amburgo, con Syllm che era una variante ortografica. I suoi genitori divorziarono nel 1928.
Ingeborg Syllm studiò medicina all'Università di Amburgo e superò l'esame di stato come medico nel 1937. L'anno successivo presentò la sua tesi di dottorato sulla difterite. Poiché era stata classificata come "Mischling" (cioè qualcuno con origini sia ebraiche che "ariane") dai nazisti, non le fu permesso di sostenere la tesi e le fu negata la laurea in medicina.  Il suo relatore della tesi, Rudolf Degkwitz, attestò che avrebbe accettato la tesi di Rapoport "se non fosse stato per le leggi razziali esistenti".

## Negli Stati Uniti
Rapoport fuggì dalla persecuzione nazista ed emigrò negli Stati Uniti nel 1938.  Svolse stage nelle scuole di medicina di Brooklyn, a New York, Baltimora e Akron, nell'Ohio. Completò la sua formazione universitaria presso il Woman's Medical College of Pennsylvania (assorbito dalla Drexel University) a Filadelfia e ricevette un MD.
Rapoport lavorò come pediatra presso il Children's Hospital di Cincinnati diventando il capo del reparto ambulatoriale. A Cincinnati incontrò suo marito, Samuel Mitja Rapoport.
All'inizio degli anni '50, a seguito di un'indagine su di lei e suo marito per attività antiamericane, lasciò gli Stati Uniti e alla fine, dopo essere rimasta a Vienna per un anno dove incontrò difficolta nel trovare lavoro per l'influenza della CIA, si trasferì nella Repubblica Democratica Tedesca (Germania Est) dopo che a suo marito fu offerta la cattedra di Biochimica dell'Università Humboldt di Berlino Est.

## Nella Germania dell'Est
Nella Germania dell'Est, Rapoport ricevette l'abilitazione nel 1959 e lavorò presso l'Università Humboldt e l'Ospedale Charité di Berlino Est. Fu la fondatrice della prima clinica di neonatologia in Germania e nominata professoressa di neonatologia nel 1969. Fu anche co-fondatore della Società di Perinatologia della DDR, membro del consiglio della Società Europea di Perinatologia, membro del "comitato per la riduzione della mortalità infantile" e capo di un progetto di ricerca nazionale sulla perinatologia. Si ritirò nel 1973. Era membro del Partito di Unità Socialista di Germania.
Dopo la caduta del comunismo, Rapoport difese la DDR in diverse interviste. Disse che "la Germania Est non era uno stato di ingiustizia"  e negò che la Germania Est fosse uno stato immorale.  Descrisse la rappresentazione critica della Germania dell'Est nei media tedeschi, negli studiosi e nelle inchieste sui crimini della Stasi come "calunnia".
Inoltre, Rapoport sostenne che, nonostante i suoi difetti, la società della Germania dell'Est era superiore per quanto riguarda il sistema sanitario, la rete sociale e il sistema educativo a quello che sperimentato nella Repubblica di Weimar (Germania), negli Stati Uniti e poi in Germania. In particolare, elogiò il sistema sanitario della Germania dell'Est per aver garantito a tutti lo stesso trattamento, indipendentemente dall'estrazione sociale o dalla ricchezza.  Rapoport affermò che anche la società moderna può imparare dalla Germania dell'Est e aggiunse che "sono nostalgica di alcuni aspetti della DDR. Nonostante gli errori, (la Germania dell'Est) è stata un esperimento importante"; affermò anche che la Germania dell'Est era "la migliore società che abbia mai visto". Sostenne che "in futuro, penso che penseranno a noi in modo molto diverso da come lo pensano ora".
È stata insignita del Premio Nazionale della Germania dell'Est e del Dottore Onorario del Popolo, nonché di altri premi e titoli onorifici. Come pediatra, contribuì a ridurre considerevolmente la mortalità infantile nella Germania dell'Est, che, durante i suoi anni di attività, era ancora più bassa che nella Germania Ovest.

## In pensione e dottorato
Ingeborg Rapoport continuò a vivere nell'ex Berlino Est come pensionata. Nel 2015, la Facoltà di Medicina dell'Università di Amburgo ha corretto l'ingiustizia della Germania nazista negando a Rapoport la difesa della sua tesi di dottorato. In primo luogo, il preside della facoltà di medicina suggerì un dottorato honoris causa, ma Rapoport insistette in un esame orale completo della sua tesi scritta 77 anni prima, compresi i nuovi progressi della ricerca nel campo. L'esame è stato dato a casa sua per la sua tesi sulla difterite. Dopo l'esame, Dean Koch-Gromus ha dichiarato alla stampa: "Era assolutamente brillante. Le sue conoscenze specifiche sugli ultimi sviluppi della medicina erano incredibili".
Rapoport ebbe una "magna cum laude", il secondo miglior risultato possibile per una tesi di dottorato. Dichiarò di averlo fatto non per se stessa, ma per le molte persone che sono state discriminate dai nazisti per motivi razziali o hanno sofferto ancora di più per i crimini del regime. Nel giugno 2015 diventò la persona più anziana a ricevere a 102 anni un dottorato.
Vedova dal 2004, morì a Berlino il 23 marzo 2017.

## Vita privata
Era sposata con Samuel Mitja Rapoport, che incontrò a Cincinnati. Ebbero quattro figli. Uno di loro, Tom Rapoport, era professore all'Accademia delle Scienze della Germania Est e si trasferì negli Stati Uniti, dove è professore alla Harvard Medical School e ricercatore dell'HHMI. Un altro figlio, Michael Rapoport, è un matematico dell'Università di Bonn. La figlia maggiore, Susan Richter, è una pediatra, ora in pensione e la figlia minore, Lisa Lange, era un'infermiera.
Pubblicò un libro di memorie nel 1997. Un film biografico, intitolato "Die Rapoports - Unsere drei Leben" sulla Rapoport e la vita di suo marito venne girato da Sissi Hüetlin e Britta Wauer. Uscì nel 2003.